# Правительственные награды Российской Федерации
Правительственные награды Российской Федерации — награды Правительства Российской Федерации.
Правительственные награды следует отличать от государственных наград и наград Президента Российской Федерации, учреждение, присуждение и вручение которых находится в ведении Президента Российской Федерации. Эти награды не следует путать с ведомственными наградами, которые находятся в ведении федеральных органов исполнительной власти, которые не обязательно находятся в подчинении Правительства Российской Федерации.

## Медали, грамоты, благодарности
| Изображение награды | Наименование награды                                | Дата учреждения     | Правила награждения | Источник |
|                     | Медаль Столыпина П. А. I степени                    | 26 мая 2008 года    | Присуждается за заслуги в решении стратегических задач социально-экономического развития Российской Федерации в промышленности, сельском хозяйстве, строительстве, транспорте, науке, образовании, здравоохранении, культуре и в других областях деятельности. | Правительство РФ. Постановление от 26 мая 2008 года № 388 «О медали Столыпина П. А.» // Собрание законодательства Российской Федерации : сб. — 2008. — № 22. — С. 2570.                     |
|                     | Медаль Столыпина П. А. II степени                   | 26 мая 2008 года    | См. «Правила награждения медалью Столыпина П. А. I степени». | Правительство РФ. Постановление от 26 мая 2008 года № 388 «О медали Столыпина П. А.» // Собрание законодательства Российской Федерации : сб. — 2008. — № 22. — С. 2570.                     |
|                     | Почётная грамота Правительства Российской Федерации | 31 мая 1995 года    | Является формой поощрения Правительства Российской Федерации за заслуги в содействии проведению социальной и экономической политики государства, осуществлению эффективной деятельности федеральных государственных органов, развитию местного самоуправления, обеспечению законности, прав и свобод граждан, укреплению обороноспособности страны и государственной безопасности, реализации внешней политики государства, а также осуществлению иных полномочий, возложенных на Правительство Российской Федерации Конституцией Российской Федерации, федеральными конституционными законами, федеральными законами, указами Президента Российской Федерации. | Правительство РФ. Постановление от 31 мая 1995 года № 547 «О почётной грамоте Правительства Российской Федерации» // Российская газета : газета. — 14 июня 1995 г. — № 113. — ISSN 5-94829. |
|                     | Благодарность Правительства Российской Федерации    | 31 января 2009 года | Является формой поощрения Правительства Российской Федерации за заслуги в содействии проведению социальной и экономической политики государства, осуществлению эффективной деятельности федеральных государственных органов, развитию местного самоуправления, обеспечению законности, прав и свобод граждан, укреплению обороноспособности страны и государственной безопасности, реализации внешней политики государства, а также осуществлению иных полномочий, возложенных на Правительство Российской Федерации Конституцией Российской Федерации, федеральными конституционными законами, федеральными законами, указами Президента Российской Федерации. | Постановление Правительства РФ от 31 января 2009 года № 73 «О Почётной грамоте Правительства Российской Федерации и благодарности Правительства Российской Федерации».                      |

## Премии
Премии Правительства Российской Федерации являются денежными премиями, которые присуждаются ежегодно за успехи, достигнутые в различных областях деятельности. Лицу, удостоенному премии, присваивается звание лауреата премии Правительства Российской Федерации в соответствующей области и в торжественной обстановке вручаются диплом и нагрудный знак лауреата премии Правительства Российской Федерации.
Также с 2002 года всем лауреатам премий Правительства РФ, выходившим на пенсию и прекращавшим работать, оформлялась ежемесячная надбавка в размере 330 % от размера социальной пенсии (в 2018 году это около 17 тысяч рублей). Однако, большинству пенсионеров-лауреатов, пытающихся после мая 2017 года в отделениях Пенсионного фонда РФ оформить материальное поощрение, в этом отказывают. В то же время, тысячи лауреатов прошлых лет, успевших оформить надбавку до середины 2017 года, получают её до сих пор. В результате даже члены одного авторского коллектива, отмеченного премией, могут сейчас находиться в абсолютно разных финансовых условиях.

### Наука и техника
| Наименование награды                                                                              | Дата учреждения      | Примечания |
| Премия Правительства Российской Федерации в области науки и техники                               | 26 июля 1994 года    | Присуждается учёным и специалистам за достижения, достигнутые в научно-исследовательской, опытно-конструкторской, изобретательской, внедренческой деятельности в области сельского хозяйства, медицины, здравоохранения, строительства, архитектуры, жилищно-коммунального хозяйства, обеспечения обороны и безопасности страны, охраны природы.                  |
| Премия Правительства Российской Федерации в области науки и техники для молодых учёных            | 15 декабря 2004 года | Предназначена для поощрения молодых учёных. Присуждается за научные исследования, вносящие значительный вклад в развитие естественных и технических наук, а также за разработку и освоение передовой техники, материалов и технологий нового поколения, обеспечивающих повышение темпов и эффективности развития экономики.                                       |
| Премия Правительства Российской Федерации в области качества                                      | 24 февраля 1999 года | Присуждается юридическим лицам за достижение значительных результатов в области качества продукции и услуг, обеспечения их безопасности, а также за внедрение высокоэффективных методов менеджмента качества. Постановление Правительства Российской Федерации о присуждении премий принимается, как правило, ко Всемирному дню качества (второй четверг ноября). |
| Премия Правительства Российской Федерации имени Ю. А. Гагарина в области космической деятельности | 4 апреля 2011 года   | Присуждается гражданам Российской Федерации за организацию космической деятельности и использование её результатов в интересах науки, техники и различных областей экономики |

### Образование и просветительская деятельность
| Наименование награды                                                            | Дата учреждения      | Примечания |
| Премия Правительства Российской Федерации в области образования                 | 26 августа 2004 года | Присуждается за разработки, оказывающие эффективное влияние на развитие системы образования Российской Федерации; за разработку образовательных программ, создание высококачественных учебников и учебно-методических пособий для образовательных учреждений; и за педагогическое мастерство и высокие результаты профессиональной деятельности.                                    |
| Премия Правительства Российской Федерации в области средств массовой информации | 20 июля 2013 года    | Присуждается деятелям и организациям средств массовой информации, добившимся значительных творческих и профессиональных достижений в сфере производства и выпуска продукции средств массовой информации на русском языке. В период с 19 января 2005 года по 19 июля 2013 года присуждалась Премия Правительства Российской Федерации в области печатных средств массовой информации |

### Культура и искусство
| Наименование награды                                                                        | Дата учреждения       | Примечания |
| Премия Правительства Российской Федерации в области культуры                                | 19 января 2005 года   | Присуждается в целях стимулирования творческой деятельности в сфере культуры. Присуждаются деятелям и работникам культуры за наиболее талантливые, отличающиеся новизной и оригинальностью литературные произведения, произведения изобразительного и декоративно-прикладного искусства, музыкальные произведения, произведения театрального искусства, произведения аудиовизуальных искусств, циркового искусства, произведения архитектуры и дизайна, а также за выдающуюся просветительскую деятельность в области библиотечного дела, музейной деятельности, художественного образования, искусствоведческой науки и культурологии, сохранения объектов культурного наследия, сохранения и развития национальных культур. |
| Премия имени Фёдора Волкова за вклад в развитие театрального искусства Российской Федерации | 31 декабря 1999 года  | Присуждается провинциальным театрам, театрально-зрелищным организациям и творческим работникам за заслуги в развитии профессионального театрального искусства. Названа в честь русского актёра Фёдора Волкова. |
| Премия «Душа России»                                                                        | 18 сентября 2006 года | Присуждается за вклад в развитие народного творчества. Награждаются руководители самодеятельных коллективов народного творчества (фольклорных ансамблей, народных хоров, ансамблей песни и танца, ансамблей народного танца, оркестров, ансамблей народных инструментов), солисты самодеятельных творческих коллективов, исполнители эпоса, самодеятельные мастера народного декоративно-прикладного искусства за выдающиеся творческие достижения в сфере сохранения и развития народных художественных традиций, а также за активную просветительскую и педагогическую деятельность, направленную на освоение элементов народной культуры и передачу творческих навыков подрастающему поколению. Премия вручается членом Правительства Российской Федерации в торжественной обстановке в декабре года, за который она присуждается. |
| Премия имени А. В. Луначарского                                                             | 11 декабря 2019 года  | Присуждаются за значительный вклад в развитие российской культуры для работников организаций в области культуры, не являющихся представителями творческих профессий. Присуждается в следующих номинациях: работник музея, работник театра, библиотекарь, работник культурно-досугового учреждения, педагогический работник образовательной организации в области культуры, работник цирк, работник концертной организации, работник киностудии или кинопроката, работник фольклорного, этнографического, научно- исследовательского центра по изучению народной культуры. При этом одному и тому же работнику организации в области культуры такая премия может быть присуждена только один раз. Названа в честь русского писателя и деятеля просвещения Анатолия Луначарского.                                                       |

### Туризм
| Наименование награды                                        | Дата учреждения   | Примечания                                                      |
| Премия Правительства Российской Федерации в области туризма | 25 июля 2014 года | Присуждается в целях стимулирования достижений в сфере туризма. |

### Оборона и безопасность
| Изображение награды | Наименование награды                                                                            | Дата учреждения       | Примечания |
|                     | Премия Правительства Российской Федерации за значительный вклад в развитие Военно-воздушных сил | 10 сентября 2012 года | Премии Правительства Российской Федерации за значительный вклад в развитие Военно-воздушных сил были приурочены к 100-летнему юбилею создания Военно-воздушных сил и присуждались единовременно в 2012 году военнослужащим, пребывающим в запасе или находящимся в отставке, ранее проходившим военную службу в Военно-воздушных силах и Войсках противовоздушной обороны, за достижения по следующим направлениям деятельности: - организация и руководство строительством и развитием Военно-воздушных сил на соответствующих командных должностях; - подготовка высококвалифицированных кадров для Военно-воздушных сил и Войск противовоздушной обороны; - высокие достижения в исследованиях, имеющих для Военно-воздушных сил важное теоретическое и практическое значение и используемых при организации и проведении оперативной и боевой подготовки в Военно-воздушных силах; - испытания и исследования вооружения, военной и специальной техники Военно-воздушных сил, способствовавшие прогрессу отечественной авиации и средств противовоздушной обороны. |

### Имени Петра Великого (укрепление России во всех отношениях)
| Изображение награды | Наименование награды                                           | Дата учреждения      | Примечания |
|                     | Премия Правительства Российской Федерации имени Петра Великого | 26 августа 2020 года | Премия Правительства Российской Федерации имени Петра Великого учреждена 26.08.2020 г. в связи с предстоящим празднованием 350-летия со дня рождения Петра Великого (в 2022 г.) и предполагает присуждение трёх премий Правительства Российской Федерации имени Петра Великого в размере 3 млн рублей каждая один раз в 5 лет начиная с 2022 года. Премии присуждаются гражданам Российской Федерации, лицам без гражданства, иностранным гражданам по следующим направлениям: - социально-экономическое развитие Российской Федерации — за вклад в развитие различных отраслей экономики, в том числе промышленности и транспорта, а также за заслуги в области науки, образования и государственного управления; - укрепление правового государства — за заслуги в укреплении конституционного правопорядка в Российской Федерации, в обеспечении защиты прав и свобод человека, а также в области обеспечения обороны и безопасности государства; - укрепление международного авторитета Российской Федерации — за заслуги в развитии внешней политики, международных отношений, а также в укреплении позиций России на международной арене. Особенности вручения - Лауреаты премии не могут выдвигаться на присуждение премии повторно. - Вручение премии осуществляется в торжественной обстановке и приурочивается ко дню рождения Петра I — 9 июня. - Лицам, удостоенным премии, вручаются диплом лауреата премии, почётный знак лауреата премии и удостоверение к нему. |

## Награды аппарата правительства
| Изображение награды | Наименование награды                                                                         | Дата учреждения       | Правила награждения | Источник |
|                     | Медаль Морской коллегии «За отличие в морской деятельности»                                  | 19 декабря 2006 года  | Медалью награждаются лица: - за большой вклад в реализацию государственной политики в сфере морской деятельности; - за эффективное обеспечение реализации проектов по укреплению морского могущества Российской Федерации; - за высокий личный вклад в обеспечение установленного осуществления порядка осуществления морской деятельности; - за личный вклад в развитие науки и образования, подготовку квалифицированных кадров в сфере морской деятельности в Российской Федерации; - за укрепление международного сотрудничества в области морской деятельности. | Морская коллегия при Правительстве РФ. Протокол от 19 декабря 2006 года № 3 (13) Архивная копия от 4 июня 2018 на Wayback Machine                |
|                     | Почётный знак Морской коллегии «За заслуги»                                                  | 28 сентября 2016 года | Почётным знаком награждаются лица за большой вклад в работу Морской коллегии при Правительстве Российской Федерации по реализации государственной политики в сфере морской деятельности. | Морская коллегия при Правительстве РФ. Протокол от 28 сентября 2016 года № 4, раздел 6, пункт 2 Архивная копия от 4 июня 2018 на Wayback Machine |
|                     | Памятная медаль «Патриот России»                                                             | 25 апреля 2012 года   | Памятной медалью награждаются граждане Российской Федерации за личный большой вклад в работу по патриотическому воспитанию, проявление патриотизма в общественной, служебной, военной и трудовой деятельности. Награждение памятной медалью проводится один раз в год ко «Дню России». | Росвоенцентр при Правительстве РФ. Протокол от 25 апреля 2012 года № 2 (56) Архивная копия от 4 мая 2018 на Wayback Machine                      |
|                     | Памятная медаль «Адмирал Г. И. Невельской»                                                   | 19 сентября 2013 года | - | Приказ Росвоенцентра при Правительстве РФ от 19 сентября 2013 года № 20 ---                                                                      |
|                     | Юбилейная медаль «70 лет освобождения Крыма и Севастополя от немецко-фашистских захватчиков» | апрель 2014 года      | Юбилейная медаль вручается гражданам Российской Федерации: - ветеранам армии и флота, участникам операции по освобождению Крыма и Севастополя от немецко-фашистских захватчиков, участникам ликвидации их шпионско-диверсионных групп, участникам послевоенного возрождения, восстановления и строительства; - гражданам Республики Крым и города федерального значения Севастополь, принимающим активное участие в военно-патриотической работе и деятельности по увековечению памяти павших защитников Отечества; - государственным и общественным деятелям, руководителям органов государственной власти и ветеранских организаций, иным лицам, внесшим значительный вклад в развитие ветеранского движения, системы патриотического воспитания, активно участвующим в работе по социальной, медицинской реабилитации воинов Великой Отечественной войны. | Приказ Росвоенцентра при Правительстве РФ (положение о медали) ---                                                                               |
|                     | Памятный знак «50 лет ВПК»                                                                   | декабрь 2007 года     | - | Военно-промышленная комиссия при Правительстве РФ. ---                                                                                           |